# Cottonwood (Idaho)
Cottonwood és una ciutat dels Estats Units a l'estat d'Idaho. Segons el cens del 2000 tenia 944 habitants.

## Demografia
Segons el cens del 2000, Cottonwood tenia 944 habitants, 364 habitatges, i 242 famílies. La densitat de població era de 439,1 habitants per km².
Dels 364 habitatges en un 34,6% hi vivien nens de menys de 18 anys, en un 54,7% hi vivien parelles casades, en un 8,2% dones solteres, i en un 33,5% no eren unitats familiars. En el 28,8% dels habitatges hi vivien persones soles el 15,4% de les quals corresponia a persones de 65 anys o més que vivien soles. El nombre mitjà de persones vivint en cada habitatge era de 2,51 i el nombre mitjà de persones que vivien en cada família era de 3,14.
Per edats la població es repartia de la següent manera: un 29,7% tenia menys de 18 anys, un 6,3% entre 18 i 24, un 24,6% entre 25 i 44, un 21,5% de 45 a 60 i un 18% 65 anys o més.
L'edat mediana era de 39 anys. Per cada 100 dones de 18 o més anys hi havia 94,2 homes.
La renda mediana per habitatge era de 34.167 $ i la renda mediana per família de 39.625 $. Els homes tenien una renda mediana de 30.833 $ mentre que les dones 20.833 $. La renda per capita de la població era de 15.003 $. Aproximadament el 5,8% de les famílies i el 10,7% de la població estaven per davall del llindar de pobresa.

## Poblacions més properes
El següent diagrama mostra les poblacions més properes.